# Sainte-Marie-de-Cuines
Sainte-Marie-de-Cuines is een gemeente in het Franse departement Savoie (regio Auvergne-Rhône-Alpes) en telt 573 inwoners (1999). De plaats maakt deel uit van het arrondissement Saint-Jean-de-Maurienne.

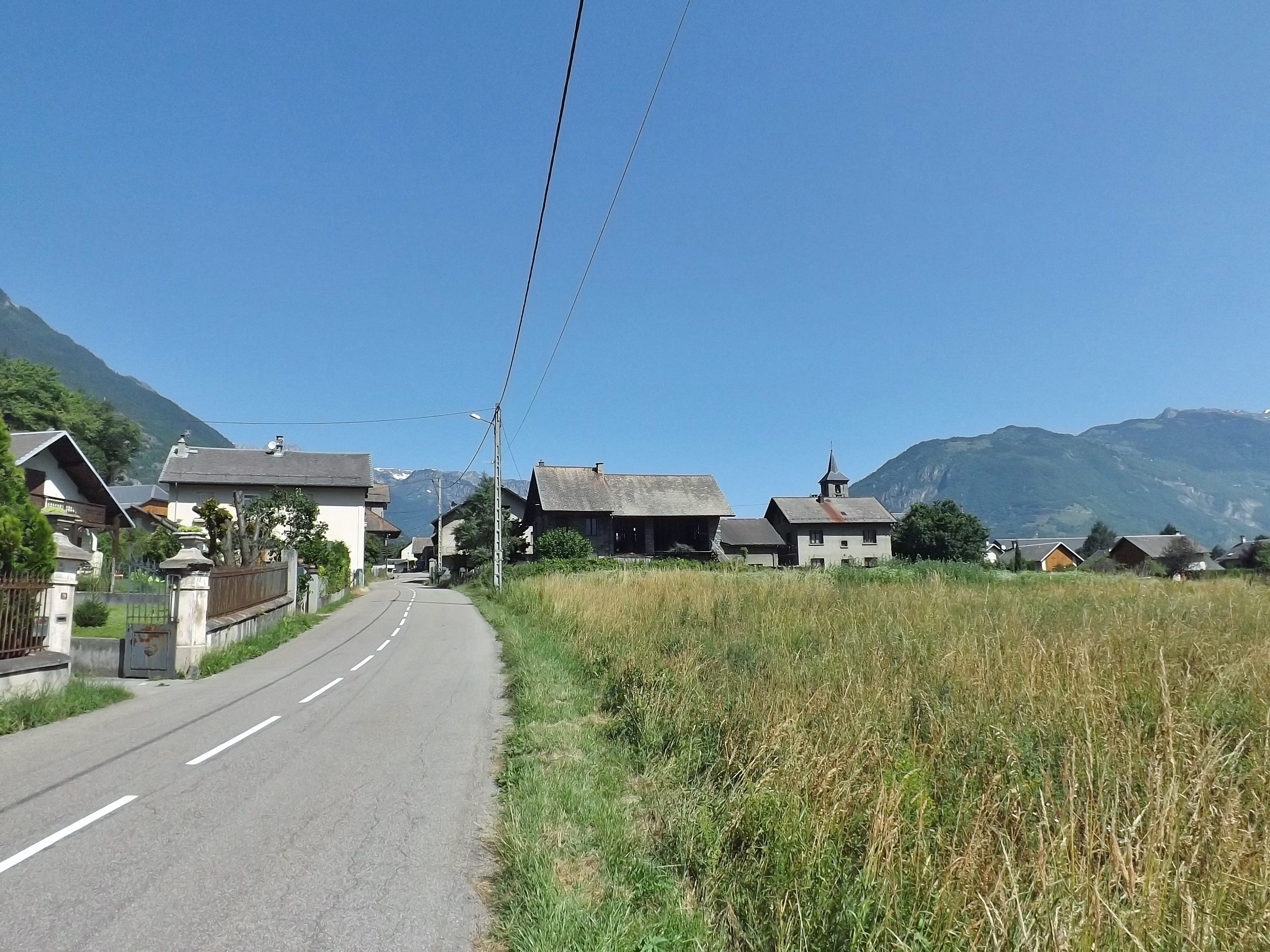
Sainte-Marie-de-Cuines
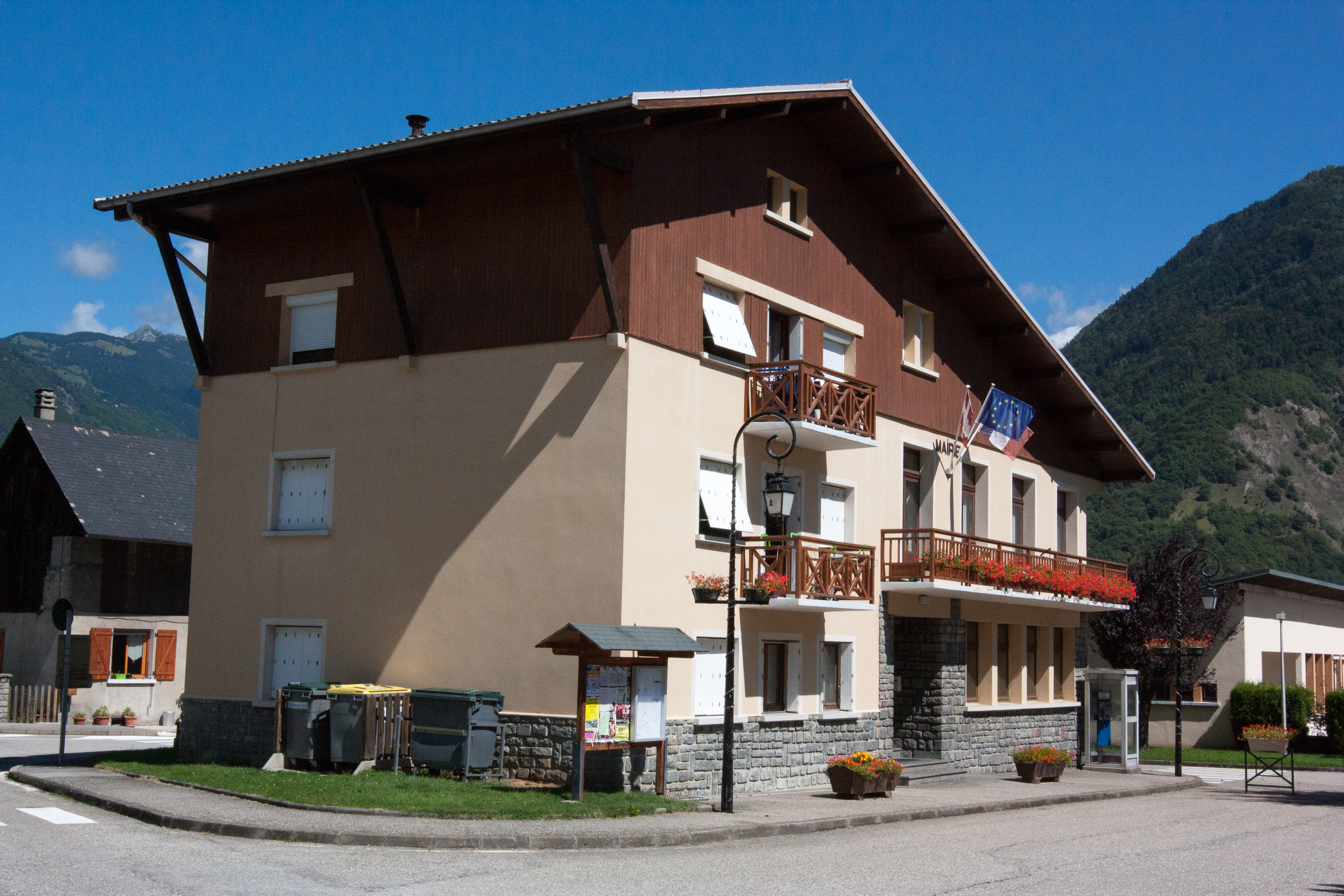
Gemeentehuis
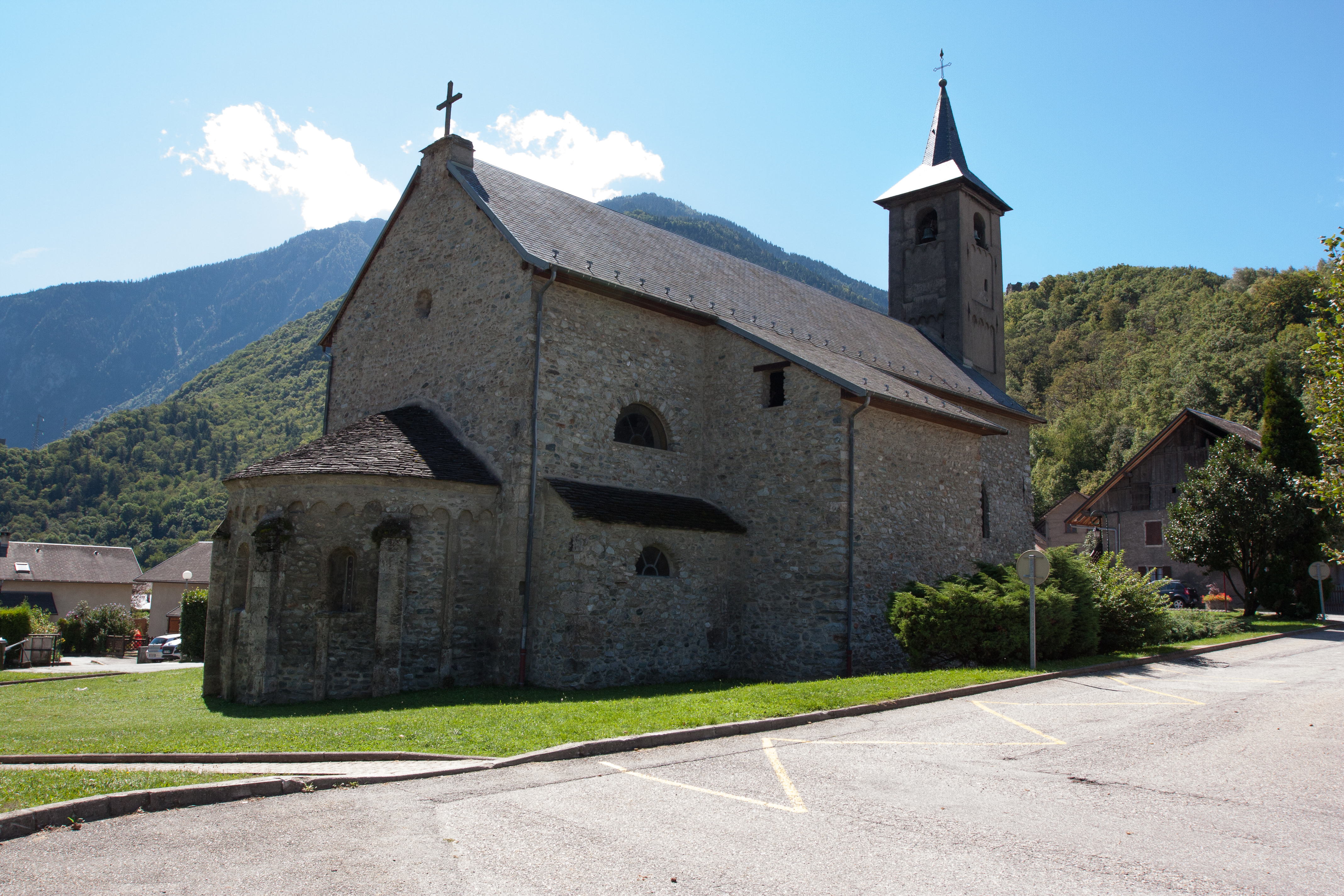
Kerk van Sainte-Marie-de-Cuines
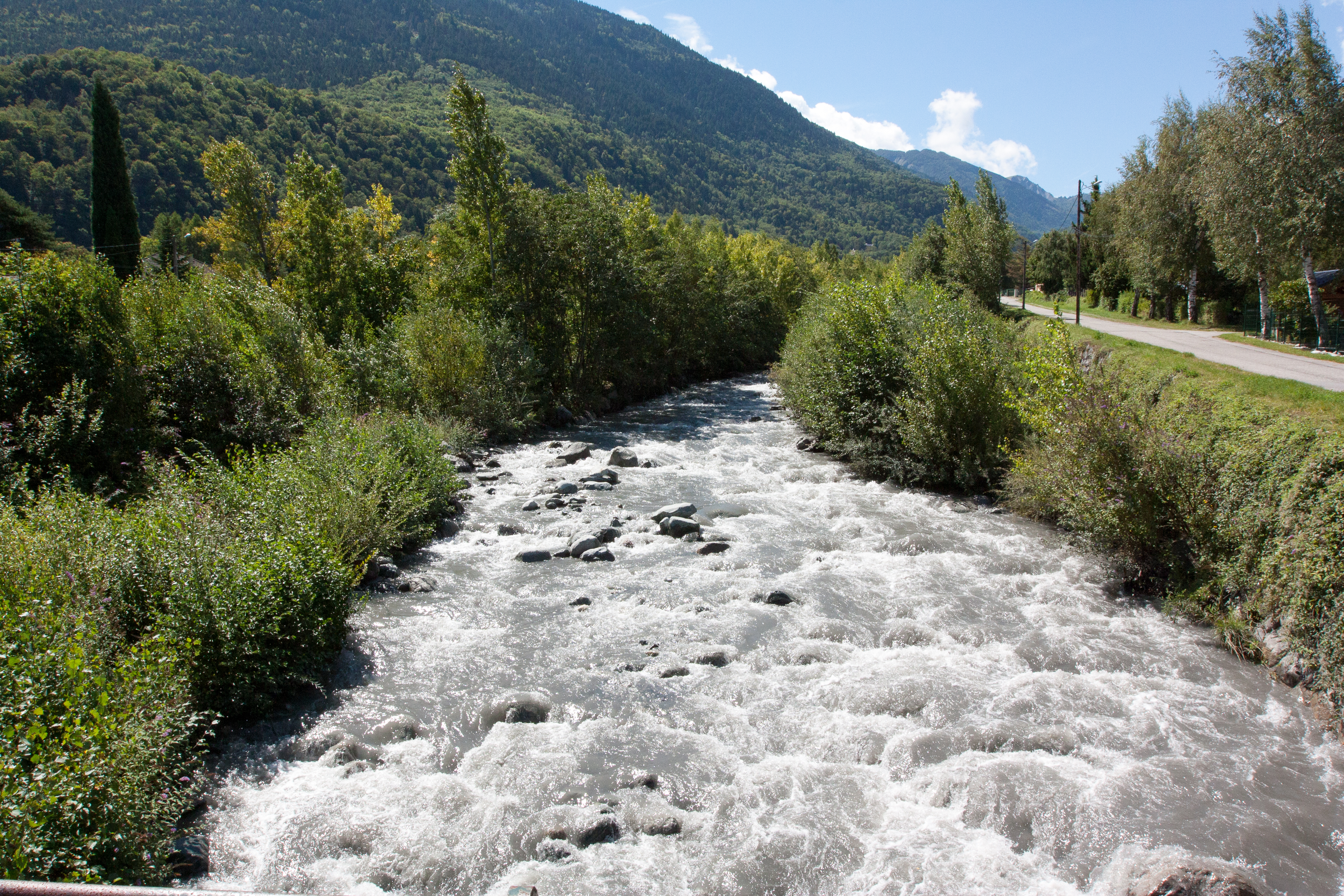
De Glandon

## Geografie
De oppervlakte van Sainte-Marie-de-Cuines bedraagt 15,0 km², de bevolkingsdichtheid is 38,2 inwoners per km².
De onderstaande kaart toont de ligging van Sainte-Marie-de-Cuines met de belangrijkste infrastructuur en aangrenzende gemeenten.

## Demografie
Onderstaande figuur toont het verloop van het inwonertal (bron: INSEE-tellingen).